# Richard Lander
Richard Lander (13. června 1904 Praha – 7. listopadu 1982 Praha) byl český malíř, ilustrátor, loutkářský výtvarník, grafik, pedagog, zakládající člen českobudějovické avantgardní skupiny Linie.

## Život
Absolvoval reálku v Kutné Hoře (1922) a v letech 1922-1928 studoval malbu a užitou grafiku na Uměleckoprůmyslové škole v Praze (prof. Jaroslav Benda). Podnikl studijní cesty do Paříže, Frankfurtu, Drážďan a Jugoslávie. Po ukončení studia učil na Státním učitelském ústavu v Litomyšli. Roku 1930 byl Lander přeložen do Českých Budějovic a na tamějším gymnasiu se seznámil s Miroslavem Hallerem a Josefem Stejskalem. V letech 1930-1931 byl členem českobudějovické skupiny Kontakt, která se scházela v kavárně Savoy (J. Bartuška, O. Nouza, M. Haller, J. Kotrlý, R. Lander). Kotrlý měl v úmyslu vydávat časopis Kontakt, ale s jeho odchodem do Náchoda z projektu sešlo. Roku 1931 patřil Lander k zakládajícím členům uměleckého sdružení Linie. V únoru 1931 měl v Českých Budějovicích společnou výstavu obrazů se svou ženou Divicou Landerovou.
Lander zůstal členem redakční rady časopisu Linie i po dubnu 1931, kdy byl přeložen do Chrudimi, a spolupracoval s ní do roku 1935. Ve 30. letech se spolu s V. Vyhnánkem zasloužil o obnovení činnosti sokolského loutkového divadla v Uhlířských Janovicích. V Chrudimi vystavoval spolu se svou ženou naposled roku 1936 a od následujícího roku se účastnil výstav Sdružení výtvarníků v Praze (toto sdružení vystavovalo předtím roku 1934 se skupinou Linie v Českých Budějovicích). Od prvního ročníku festivalu Loutkářská Chrudim zajížděl pravidelně do Chrudimi a od 50. do 80. let zde vytvořil 18 scénografií (roku 1937 např. spolu se studenty gymnázia dekorace k divadelní hře Sen noci svatojánské). Společně s B. S. Urbanem a A. S. Urbanovou založil roku 1942 ve Sdružení výtvarníků Purkyně maňáskovou scénu, pro kterou psal texty a podílel se na scénografickém řešení. Od roku 1942 vyučoval scénografii na Vyšší škole uměleckého průmyslu v Praze. K jeho žákům patřila Adriena Šimotová nebo Jan Švankmajer.
Odtud přešel roku 1954 na nově založenou Katedru loutek při Divadelní fakultě Akademie múzických umění v Praze, kde působil do roku 1972 a významně přispěl k rozvoji a osobitosti české loutkářské scénografie. Roku 1969 byl na DAMU jmenován profesorem. V 50. a 60. letech byl scénografem Ústředního loutkového divadla v Praze (mj. Strakonický dudák, 1958), a spolupracoval s loutkovými divadly v Ostravě a Kladně. Od roku 1954 byl členem Spolku pracovníků v umění a ve vědě Purkyně a po mnoho let místopředsedou Sdružení výtvarníků v Praze, členem redakce časopisu Loutkář a čs. sekce UNIMA.
V rámci oslav 10. ročníku Loutkářské Chrudimi byl roku 1961 oceněn čestným Zlatým odznakem Matěje Kopeckého.

## Dílo
Richard Lander byl vedle Emila Pittera ve sdružení Linie jediným malířem s akademickým vzděláním. Měl nejblíže k hlavnímu proudu moderního malířství, který reprezentoval SVU Mánes. Byl zručným kreslířem a přispíval do časopisu Linie karikaturami kulturních osobností, které mají blízko k tvorbě Adolfa Hoffmeistera a Františka Muziky. Jako kreslíř i scénograf měl pevně vyhraněný styl nezávislý na dobových tendencích, charakteristický výraznou zkratkou.
Landerova malba, odvozená z pozdního kubismu je úzce spjatá se scénickým pojetím obrazového prostoru. Je založena na pojetí linie a plochy jako svébytných výrazových prvků, jimiž je možné vytvářet a současně rušit prostorovou iluzi. Kresby ze 30. let svou destrukcí či dekonstrukcí prostorové kontinuity dělají dojem kolážové techniky a jednoznačně se hlásí k surrealismu.
Vytvořil výpravy ke 30 hrám, první už roku 1924 pro ochotnický spolek Tyl v Kutné Hoře. Navrhoval plakáty, diplomy, kreslil exlibris, ilustroval středoškolské učebnice, je autorem grafického návrhu krabičky cigaret Lipa. Dramatizoval některé literární předlohy pro loutkové divadlo.

### Autorské výstavy (výběr)
- 1939 Richard Lander (82. výstava Sdružení výtvarníků v Praze), Obecní dům Praha
- 1942 Richard Lander: Obrazy (108. výstava Sdružení výtvarníků v Praze), Obecní dům Praha
- 1954 Richad Lander: Výběr prací z let 1945 - 1954, Síň Sdružení výtvarníků Purkyně, Praha
- 1965 Richard Lander: Obrazy, grafika, scénické návrhy, Vlašský dvůr, Kutná Hora
- 1977 Richard Lander: Obrazy, grafika, Výstavní síň Divadla Zdeňka Nejedlého, Chrudim
- 1994 Richad Lander: Drobná grafika a scénické návrhy, Nová síň, Praha
- 2003 Richard Lander: Výběr z díla, Galerie Vltavín, Praha

### Katalogy
- Richard Lander, text Antonín Matějček, Sdružení výtvarníků v Praze 1939
- Richard Lander: Obrazy, text Bohumil Stanislav Urban, Sdružení výtvarníků v Praze 1942
- Richard Lander: Výběr prací z let 1945 - 1954, text Václav Vojtěch Hnízdo, Spolek pracovníků v umění a ve vědě Purkyně, Praha 1954
- Richard Lander: Obrazy, grafika, text Vojtěch Cinybulk, Jednotný klub pracujících, Chrudim 1977